# Kós Anna
Kós Anna (Kolozsvár, 1961. május 2. –) televíziós szerkesztő, a Román Televízió Magyar Adásának műsorkészítője, műsorvezetője, a Marosvásárhelyi Művészeti Egyetem tanára, Kós Balázs lánya, Kós Károly unokája, Markó Béla felesége.
Három gyerek édesanyja: Deák-Sala Eszter (1986) közgazdász, Deák-Sala Rebeka (1988) építész, Markó Balázs (2000) diák.

## Tanulmányok
1985-ben, a Bukaresti Egyetemen, a biokémiai szakon szerzett egyetemi diplomát, majd 2023-ban elvégezte a Babes-Bolyai Tudományegyetemen a filmtudomány szakot. 2004 és 2006 között magiszteri tanulmányokat végzett a bukaresti Politikatudományok Intézetében, kommunikáció és közkapcsolatok szakon. 2009-ben elnyerte a filológiai tudományok doktora címet a Bukaresti Egyetem Kulturális Nyelvek és Önazonosság doktori iskolájában.

## Munkahelyek
1996-tól a Román Televízió Magyar Adásának szerkesztője, főmunkatársa, 2007-től a Marosvásárhelyi Művészeti Egyetem tanára. 2012-ben a Marosvásárhelyi Művészeti Egyetem Magyar Karának dékánja lett, 2016-ban és 2020-ban újraválasztották.

## Szaktanfolyamok, képzések
Részt vett Budapesten egy, A pártok kommunikációs stratégiája a kampányban c. tanfolyamon (1994), majd a Holland Liberális Párt által Amszterdamban szervezett intenzív kurzuson, kampány-kommunikáció témában (1997). A Soros Alapítvány egy Nyílt Társadalomért ösztöndíjasaként, a politikai szaknyelvre szakosodott magyar–román fordítói kurzuson szerzett diplomát (1995).

## Szakcikkek
Szakcikkei jelentek meg a Vatra folyóiratban, a Marosvásárhelyi Művészeti Egyetem folyóiratában, a Symbolonban, a Korunk folyóiratban és a Scientia Kiadó gondozásában megjelent tudományos konferencia-kötetekben.

## Audiovizuális munkák

### Dokumentumfilmek
2009-ben készült a Kukkolási jegyzőkönyvek – dokumentumfilm a szekuritátés dossziékról – a Dialëktus nemzetközi filmfesztiválon versenyprogramba válogatott, a TVR, a DunaTV és a Horvát Nemzeti Televízió csatornáin, valamint az Alternatív filmfesztivál versenyen kívüli programjában bemutatott filme, 2015-ben pedig a Transzilván (láv) sztorik – dokumentumfilm az erdélyi vegyes házasságokról – az Astra nemzetközi filmfesztivál versenyprogramjába válogatott, a TVR1, TVR3 csatornákon és a II. Székelyföldi Dokumentumfilm Szemlén vetített film

### Televíziós adaptációk
Több televíziós adaptációt készített a Marosvásárhelyi Művészeti Egyetem Magyar Karának előadásaiból, amelyek a Román Televízió Magyar Adásában jelentek meg: Molnár Ferenc: Az ördög (2009); Eisemann Mihály şi Szilágyi László: Én és a kisöcsém (2010); Pintér Béla: Parasztopera (2012); Michał Walczak: Homokozó (2014).

## Tudományos közlések, könyvek
Imagologie şi campanie electorală, Bukarest, Editura Didactică şi Pedagogică (2008),
Nyelvhasználat és politikai kommunikáció, Bukarest, Editura Didactică şi Pedagogică (2010), Iránytű a navigáláshoz: az újságírói szerep értelmezése az új médiában, Bukarest, Editura Didactica si Pedagogica (2016)